# Welcome to the Family (singolo)
Welcome to the Family è un singolo del gruppo musicale statunitense Avenged Sevenfold, pubblicato il 17 dicembre 2010 come secondo estratto dal quinto album in studio Nightmare.
Il singolo è stato pubblicato nel mese di dicembre 2010 esclusivamente per il download digitale e contiene l'inedita 4:00 AM, una versione dal vivo di Seize the Day e un booklet digitale.

## Tracce
CD promozionale (Regno Unito)
1. Welcome to the Family – 4:05
2. Welcome to the Family (Instrumental Version) – 4:05

Download digitale
1. Welcome to the Family – 4:05
2. 4:00 AM – 5:00
3. Seize the Day (Live in Seattle) – 5:38